# 토크맨
토크맨(Talkman)은 소니 컴퓨터 엔터테인먼트가 플레이스테이션 포터블용으로 개발하고 배급한 에듀테인먼트 비디오 게임이다. 이 게임은 음성 활성화 번역 소프트웨어를 활용하며, 일본어, 영어, 한국어, 관화의 네 가지 언어로 작동한다. "토크맨"이라는 이름은 소니그룹의 휴대용 오디오 제품인 워크맨 라인에서 따온 것이다. 2005년 11월 17일 일본에서, 2008년 8월 5일 플레이스테이션 스토어를 통해 미국에서 "토크맨 트래블"이라는 이름으로 출시되었다. 하지만 미국에서는 일본어 버전에 포함된 모든 언어를 한 패키지로 받는 대신, 개당 2.99달러에 단일 팩을 구매할 수 있다. 사용 가능한 팩은 파리(프랑스어), 로마(이탈리아어), 도쿄(일본어)이다.
이 소프트웨어는 여행자와 엔터테인먼트를 위해 설계되었으며, 주로 속어와 유용한 여행 회화를 포함한다. 원래 일본 시장의 일본인 사용자를 위해 판매되고 설계되었지만, 번역 기능은 네 가지 언어 모두에서 작동한다. 일본에서는 한국 제품, 한국어 연속극 및 영화에 대한 관심 때문에 중년 여성층에게, 그리고 어린이들을 위한 재미있는 영어 교육 보조 도구로 인기를 얻었다.
순수한 번역 외에도, 토크맨은 플레이어가 언어 유창성을 테스트하는 게임을 플레이할 수 있게 한다. 프로그램에는 USB 마이크로폰이 포함되어 있다. 이 마이크로폰은 PSP 상단에 있는 두 개의 금색 접점(미니 USB 포트 양쪽에 하나씩)을 통해 전원을 공급받는다. 대부분의 USB 제품이 USB를 통해 전원을 공급받을 수 있다는 점을 고려하면 이는 흔치 않은 경우이다. 이 독점적인 접점은 장치 오른쪽 하단에 있는 금색 접점과 유사하며, 이는 충전에 사용된다.
참고: Chotto Shot(일명 "Go!Cam")에는 토크맨 프로그램과 함께 사용할 수 있는 내장 마이크로폰이 있다. 또한, PSP-3000 모델과 PSP Go에는 이 애플리케이션과 함께 작동하는 내장 마이크로폰이 있어 외부 부착물이 필요 없다.

## 토크맨 유로
아시아 버전 토크맨의 성공에 힘입어 유럽 언어 번역을 위해 설계된 버전이 개발되어 2006년 6월 16일 출시되었다. 토크맨 유로는 두 가지 버전으로 제공된다. 일본어 버전은 영어, 이탈리아어, 스페인어, 독일어, 프랑스어, 일본어를 지원하며, 중국어 버전은 일본어 대신 번체 중국어를 지원한다. 포장 디자인의 차이점(일본 국기와 중국어로 "mie"라는 단어가 있는 깃발)은 미미하며 알아차리기 어렵다.

## 토크맨 UMD 전용 패키지
토크맨은 UMD 전용 패키지로도 출시되어, 이미 USB 마이크 또는 카메라를 가지고 있는 사용자는 이 단독 버전을 구매할 수 있다. 소니 PSP 헤드셋과 후기 모델 PSP에 내장된 마이크도 토크맨과 호환되는 것이 확인되었다.